# اسپلند دو لا دفانس (متروی پاریس)
اسپلند دو لا دفانس (فرانسوی: Esplanade de La Défense‎) یکی از ایستگاه‌های خط ۱ متروی پاریس است که در منطقه لا دفانس واقع شده و در سال ۱۹۹۲ تأسیس شده‌است. در سال ۲۰۲۱ میلادی ۴٬۷۰۸٬۱۸۳ مسافر از این ایستگاه استفاده کرده‌اند.

## نگارخانه

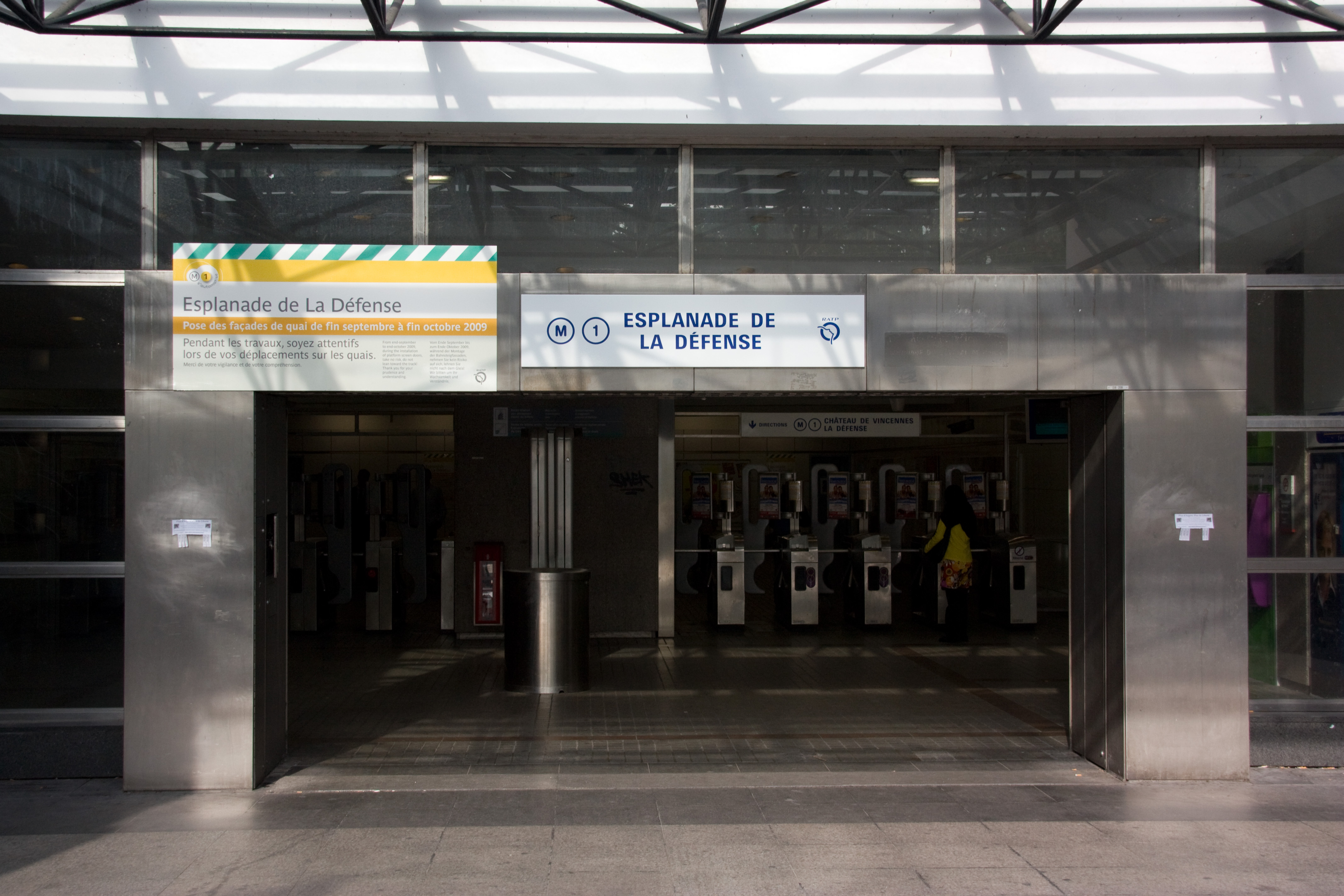
ورودی شرقی
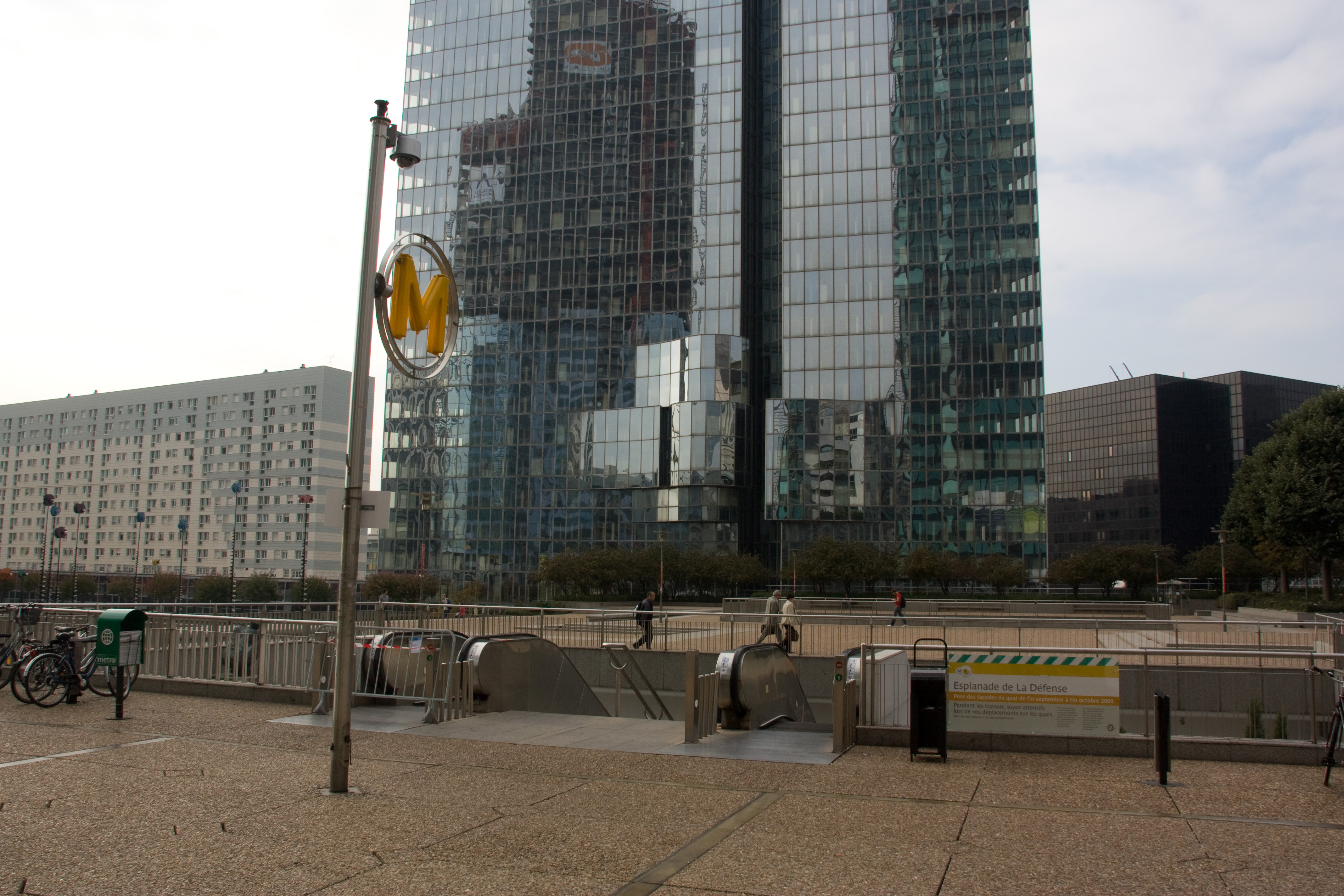
ورودی غربی
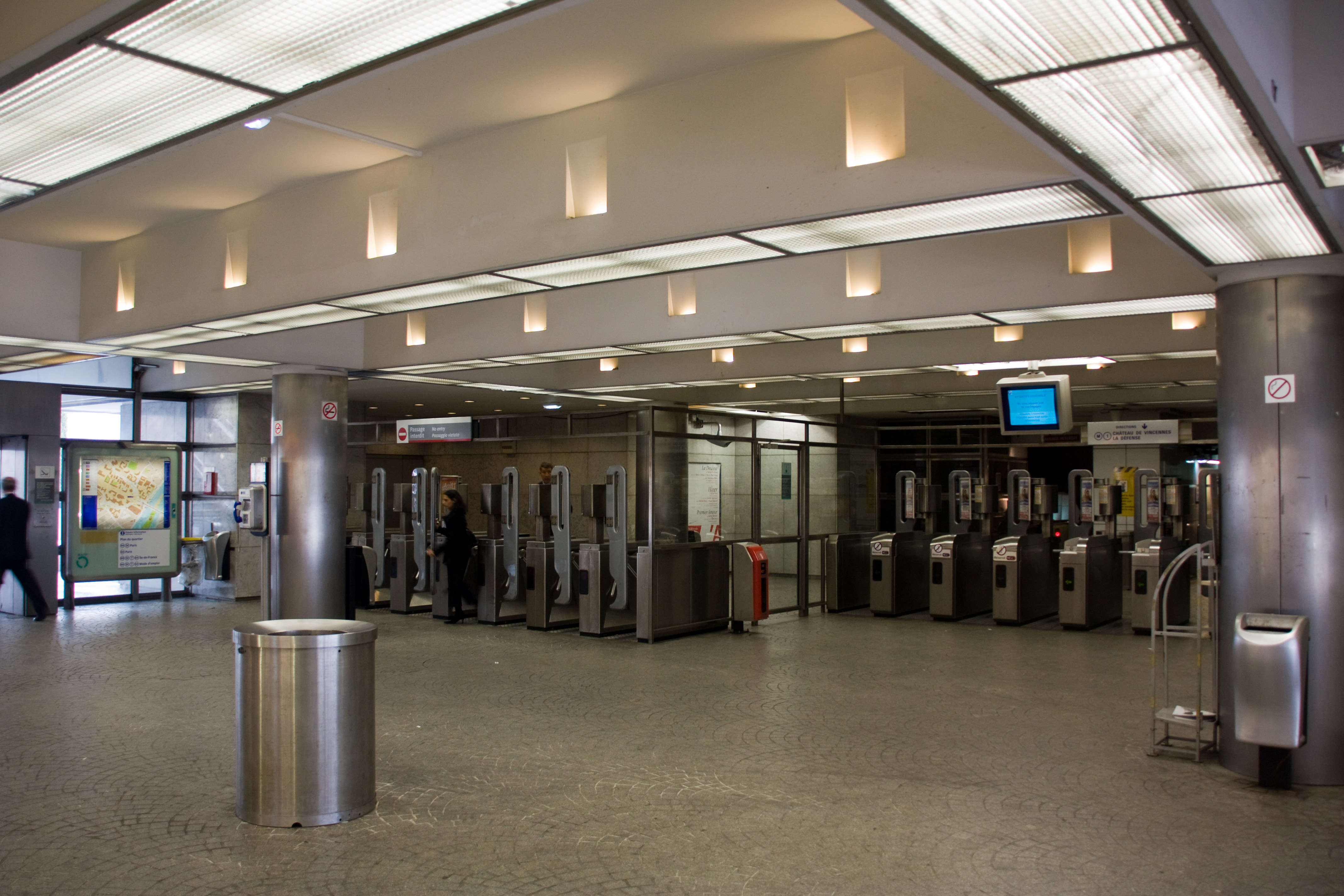
سالن بلیط
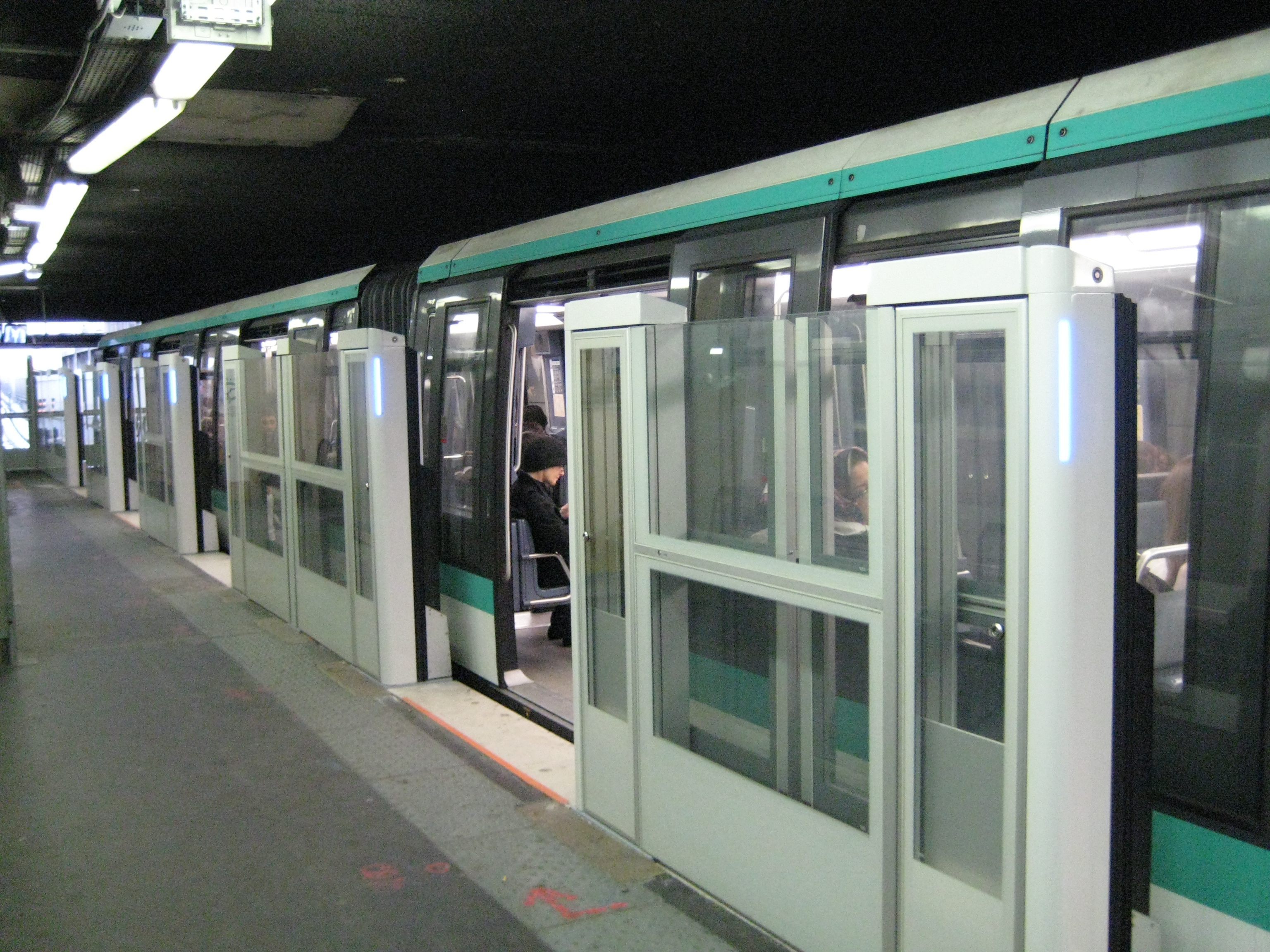
سکوی شرق (به شرق)
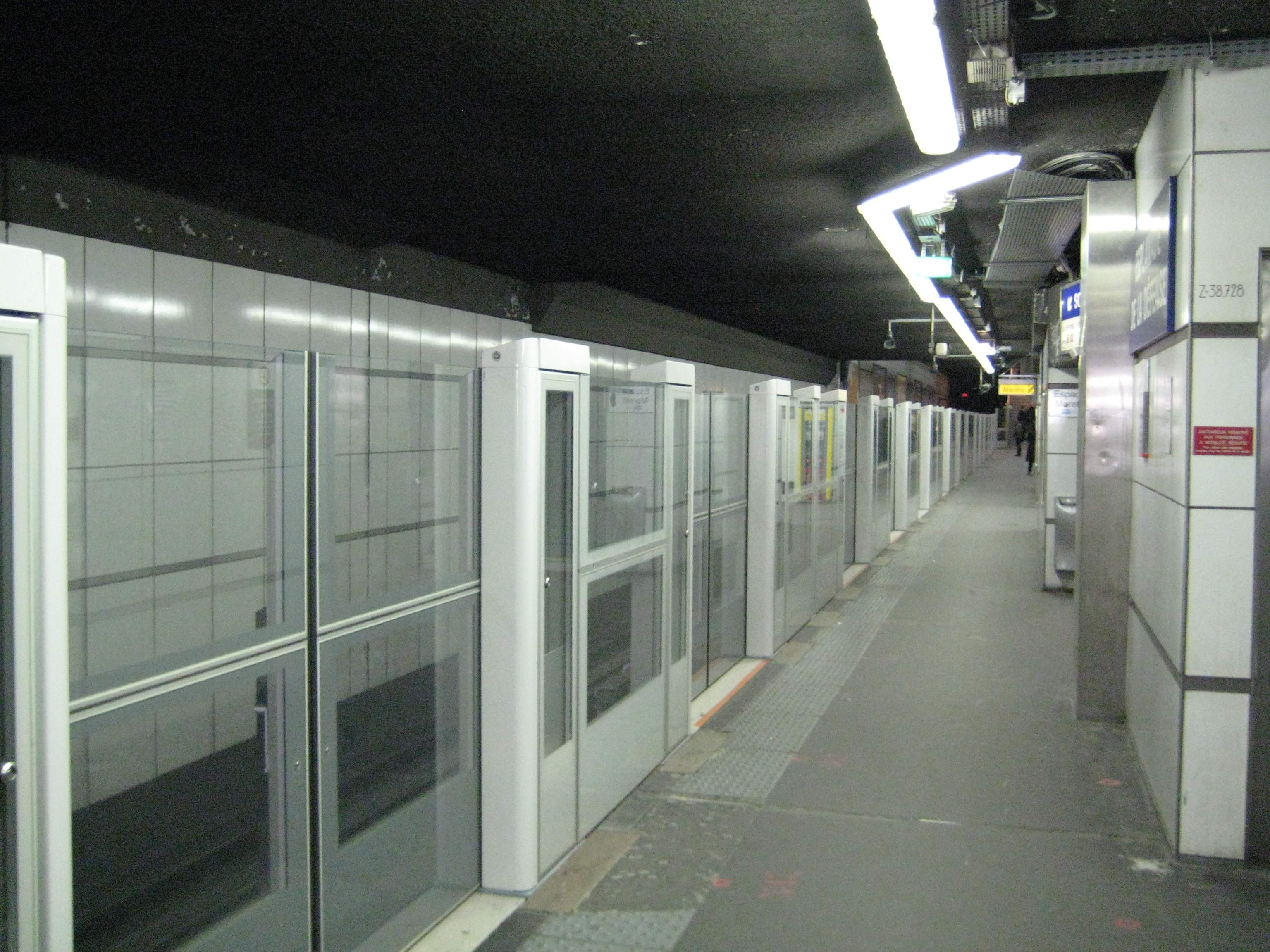
سکوی شرق (به غرب)
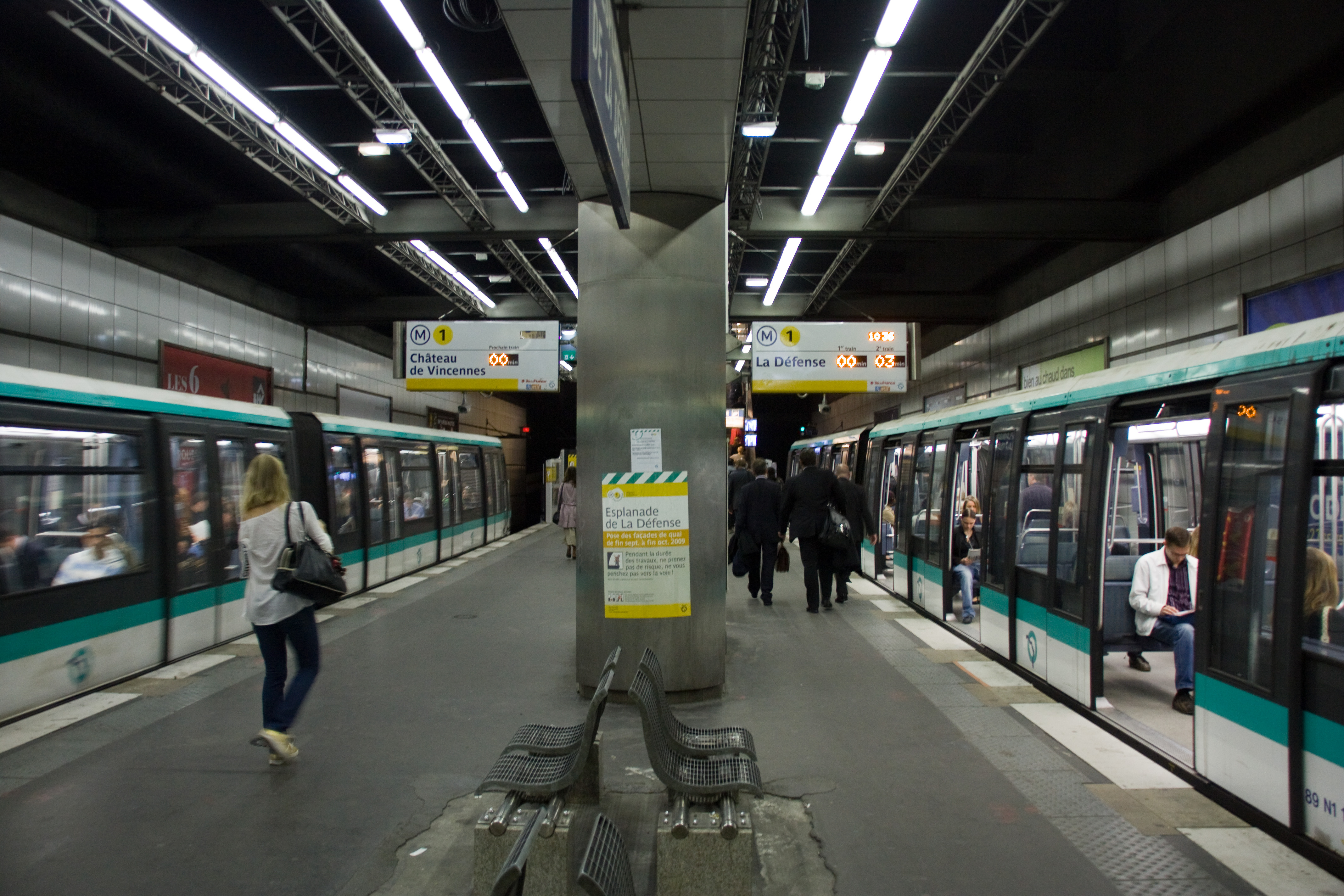